# Polizeiruf 110: Braut in Schwarz
Braut in Schwarz ist ein deutscher Kriminalfilm von Bodo Fürneisen aus dem Jahr 2002, produziert im Auftrag des ORB. Es ist die 242. Folge innerhalb der Filmreihe Polizeiruf 110 und der fünfte Fall für Hauptmeister Horst Krause und der erste Fall für seine Partnerin Johanna Herz.

## Handlung
Arndt Weinert besucht unmittelbar nach seiner Haftentlassung ungebeten die Hochzeit seiner einst großen Liebe. Vor den Augen der Hochzeitsgäste prügelt er sich mit dem Bräutigam René Grabow. Später trifft er ihn noch einmal im Keller eines leerstehenden Hauses, wo Weinert das Geld aus seiner Diebesbeute versteckt hatte. Erneut geraten beide in Streit. Kurz nachdem Weinert das Gelände verlässt, explodiert das Haus und der frisch gebackene Ehemann kann nur noch tot geborgen werden.
Die neue Kommissarin Johanna Herz trifft am Unglücksort ein und wird von Polizeihauptmeister Horst Krause in Empfang genommen. Sie befragt die noch im Dorf anwesenden Hochzeitsgäste und erfährt von dem ungebetenen Gast am Vortag, der sofort von allen für den Täter gehalten wird. Da auch diverse Indizien für diese Annahme sprechen, wird die Fahndung nach Arndt Weinert eingeleitet. Nachdem Herz ihn beinahe stellen kann, gelingt ihm die Flucht und er versteckt sich.
Kommissarin Herz vermutet, dass Arndt zusammen mit René die Tankstellenüberfälle begangen hat, für die er drei Jahre ins Gefängnis musste. Seinen Komplizen hatte er nie verraten und ihn nun möglicherweise aus dem Weg geräumt, nachdem dieser ihm nicht nur das Geld weggenommen, sondern auch noch die Freundin ausgespannt hatte. Allerdings kämpft Arndt verbissen um seine Freiheit und beteuert, an Renés Tod nicht schuld zu sein. Der Kommissarin kommen auch Zweifel, als sie feststellt, dass das abgebrannte Gebäude zu einem Gelände gehört, das ein Investor für einen Freizeitpark benötigt. Weitere Recherchen ergeben, dass das Haus vom Land für eine Asylunterkunft ins Auge gefasst wurde, was die Dorfbewohner um jeden Preis verhindern wollten. Da René Grabow Geld für seine Surfschule brauchte, die er eröffnen wollte, hatte er die Aufgabe übernommen, das Haus anzuzünden. Dazu hatte er diverse Propangasflaschen im Keller des Hauses deponiert. Bei diesen Vorbereitungen wurde er von Arndt gestört und im Streit niedergeschlagen. Da das Haus zum vereinbarten Zeitpunkt noch nicht brannte, ging die Bürgermeisterin Thea Weinert nachsehen und entfachte das Feuer. Sie ahnte nicht, dass René bewusstlos im Keller lag und durch das Feuer zu Tode kommen würde.

## Hintergrund
Die „ANTAEUS Film- und Fernsehproduktionsgesellschaft mbH“ produziert den Film im Auftrag des ORB und drehte vorwiegend in Wildenbruch (Michendorf). Braut in Schwarz wurde am 21. Juli 2002 im Ersten zur Hauptsendezeit erstmals ausgestrahlt. Genau eine Woche vorher war der letzte Fall mit der vorherigen Kommissarin Jutta Hoffmann als Wanda Rosenbaum ausgestrahlt worden. Eva Mattes, die in der Krimireihe Tatort die Kommissarin Eva Blum darstellt, spielt in diesem Polizeiruf eine wichtige Rolle.

## Kritik
Jochen Hung schreibt für die Berliner Zeitung und kommt zu dem Urteil: „Der Regisseur Bodo Fürneisen legte Wert darauf, sich von den anderen Sendeanstalten zu unterscheiden, die den Polizeiruf auf einer ‚komödiantischen Schiene‘ produzieren. […] Für Fürneisen ist die Story wichtiger als die Personen der Ermittler.“
Die Kritiker der Fernsehzeitschrift TV Spielfilm vergaben eine mittlere Wertung (Daumen zur Seite) und schrieben über den „thematisch überfrachteten“ Film: „Lebensnah, aber die Story ist vorhersehbar“.